# Club Eagles
O Club Eagles é um clube de futebol com sede em Malé, Maldivas. A equipe compete no Campeonato Maldivo de Futebol.

## História
O clube foi fundado em 1989.

## Elenco
Fonte: globalsportsarchive.com 
Nota: Bandeiras indicam equipe nacional, conforme definido pelas regras de elegibilidade da FIFA. Os jogadores podem ter mais de uma nacionalidade não-FIFA.
| N.º |          | Posição | Jogador              |
| --- | -------- | ------- | -------------------- |
| 1   | Maldivas | G       | Mohamed Sinaahu      |
| 3   | Maldivas | D       | Ahmed Numaan         |
| 4   | Maldivas | D       | Hussain Sifaau       |
| 5   | Maldivas | A       | Ashadh Ali           |
| 6   | Maldivas | M       | Imran Nasheed        |
| 7   | Maldivas | M       | Mohamed Naim         |
| 9   | Maldivas | M       | Abdulla Sameeh Moosa |
| 13  | Maldivas | D       | Hisam Saleem         |
| 14  | Maldivas | M       | Ahmed Samah          |

| N.º |          | Posição | Jogador               |
| --- | -------- | ------- | --------------------- |
| 16  | Maldivas | M       | Areen Abdulla Ibrahim |
| 17  | Maldivas | D       | Ali Solah             |
| 20  | Egito    | A       | Mohamed Osama         |
| 21  | Maldivas | M       | Hussain Ahusam Moosa  |
| 23  | Maldivas | D       | Shaifulla Ibrahim     |
| 25  | Líbano   | G       | Mohamad Taha          |
| 30  | Maldivas | A       | Hassan Raif Ahmed     |
| 32  | Egito    | D       | El Sayed Mahmoud      |
| 44  | Maldivas | D       | Haisham Hassan        |

### Títulos
- Campeonato Maldivo: (2016)
- Supercopa das Maldivas: 1 (2019-20 )